# 2025年科索沃议会选举
2025年科索沃议会选举（英語：2025 Kosovan parliamentary election）於2025年2月9日舉行國會選舉，選出國會120個席次。
結果顯示，沒有任何政黨贏得絕對多數，而由總理阿爾賓·庫提領導的執政黨「自決運動」獲得最高得票率，但未能取得過半優勢。

## 背景

### 上屆議會選舉
在2021年科索沃議會選舉中，自決運動獲得最多選票，並在前兩輪組閣過程中擁有優先組建政府的權利。此次政府組建正值總統选举前夕，該選舉須於2021年5月前完成。若國會在第三輪投票中未能以絕對多數選出新任總統，則可能導致國會解散並重新舉行選舉。由於自決運動在此次選舉中的領先優勢，該黨預計將能夠單獨執政，而無需與反對黨組成聯盟，僅依靠少數族裔政黨的支持即可。其領袖阿爾賓·庫提表示，他計劃與非塞爾維亞族的少數族裔議員合作，共同組建政府。
2021年3月18日，庫提與國會內非塞族少數族裔政黨的領袖舉行會談，總統候選人維約薩·奧斯馬尼亦出席此次會議。在會談結束後，新民主黨、科索沃新民主倡議（以下簡稱新民主倡議）及社會民主聯盟的領袖——埃米莉婭·雷澤皮、艾伯特·克拉斯尼奇及杜達·巴爾耶——正式表態支持庫提領導的政府，並同時承諾在即將到來的總統選舉中投票支持奧斯馬尼。此舉使自決運動在國會內獲得了絕對多數席次。

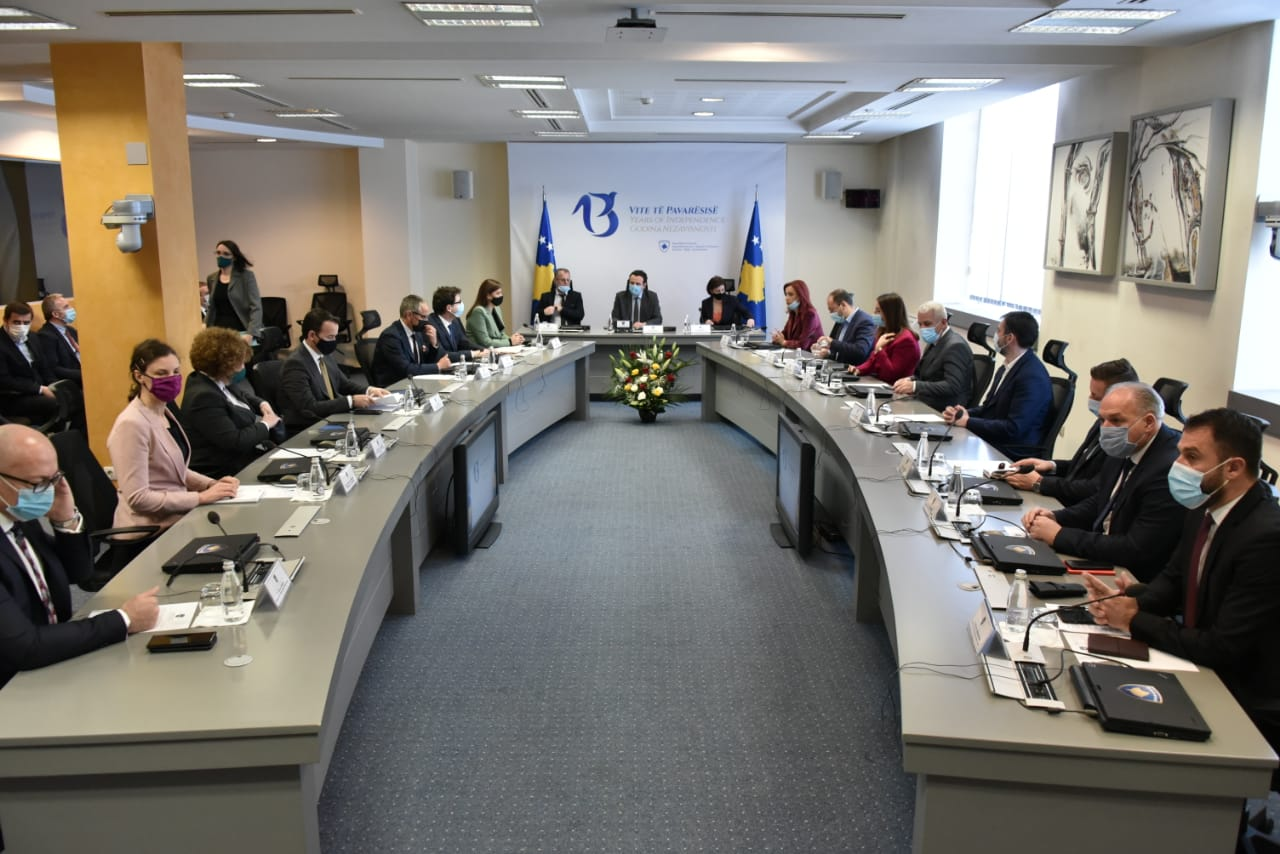
第二屆庫提政府

2021年3月22日，科索沃新一屆國會舉行首次會議，格劳克·科纽夫察當選國會議長，並接替奧斯馬尼繼續代理總統職務。
同日，庫提在國會獲得67票信任投票，30名議員投下反對票，其餘議員未參與表決。此次投票為庫提組建第二屆庫提政府提供了合法性與政治基礎。新政府由3名副總理和15名部長組成，其執政聯盟包括自決運動、好黨、科索沃土耳其人民主党（以下簡稱土耳其党）、新民主倡議及新民主黨。雖然根據憲法，塞尔维亚名单党獲得一個部長職位，但該黨並未加入執政聯盟。該聯盟共擁有國會120席中的62席，占比51.7%，確保了執政所需的最低多數。

### 科索沃北部的衝突
自 2022 年起，總理庫提對科索沃的塞爾維亞少數族群採取強硬政策，試圖全面恢復政府對該地區的主權。4 月，庫提首先阻止貝爾格勒政府在科索沃北部、主要由塞族居民組成的米特羅維察市設立投票站，以舉行塞爾維亞國會選舉。8 月，庫提更進一步要求塞爾維亞承認科索沃的身份證件及車輛牌照，並威脅若不遵從，將拒絕持有塞爾維亞證件的科索沃塞族居民返回家園。此外，他還允許部署與當地部隊對立的特種警察部隊，並大幅提高安全部隊的預算——2022 年增長 52%，2023 年再增加 20%。這種敵對策略旨在迫使貝爾格勒政府讓步，但隨之引發塞爾維亞少數族群的強烈反應，導致他們設置路障並與警方發生衝突。11 月初，數百名塞族法官、警察及市政官員集體辭職，以抗議對該地區的歧視性政策。
2023 年，科索沃政府決定在多座以塞族居民為主的城市安插阿爾巴尼亞裔市長，此舉激起大規模抗議，並演變為暴力衝突——示威的塞族群眾與科索沃特警及北約駐軍爆發衝突，短短數日內造成上百人受傷。俄羅斯、美國等多個國家對科索沃政府的行動表達譴責與不滿。

### 日期安排
根據憲法規定，議會選舉必須在現任議會任期屆滿前的30至45天內舉行。2024年7月31日，總統奧斯馬尼正式邀請各政黨領袖參加協商會議，以討論即將舉行的選舉時程。在邀請函中，奧斯馬尼強調，依據憲法與選舉法規，選舉必須於2025年1月26日至2月16日之間舉行。
反對派領袖，包括科索沃民主聯盟（以下簡稱民主聯盟）領袖盧米爾·阿卜迪什希庫、科索沃未来联盟（以下簡稱未來聯盟）領袖拉姆什·哈拉迪纳依及科索沃民主党（以下簡稱民主黨）主席梅姆利·克拉斯尼奇，主張將選舉定於1月26日。而科索沃另類選擇黨（以下簡稱選擇黨）領袖米莫扎·庫薩里-利拉則提議將選舉推遲至2月9日或16日，理由是考慮到假期後的後勤安排問題。另一方面，自決運動領袖兼總理庫提因先前已有行程安排，未能出席此次會議。
最終，奧斯馬尼於8月16日宣布，選舉將於2025年2月9日舉行。

## 選舉制度
科索沃議會為一院制立法機構，共設有 120 個議席，議員任期四年，透過單一選區的比例代表制複數選區投票選出。席次的分配採用漢狄法，適用於所有得票率達 5% 以上的政黨。此外，選民可對其選擇的政黨名單內的候選人投下最多五張偏好票，以影響候選人在名單中的排名。
在 120 個議席中，100 席分配給阿爾巴尼亞語族群，而其餘 20 席則保留給少數族群。其中，塞爾維亞族獲得 10 席，波士尼亞族 3 席，土耳其族 2 席，羅姆族、阿什卡利族、巴爾幹埃及人族及古拉尼人各 1 席。此外，羅姆族、阿什卡利族與巴爾幹埃及人族之中，得票最高的族群可獲得額外 1 席，因此這三個族群通常合計擁有 4 席。所有政黨在登記時，必須明確申報其代表的族群。
選民可選擇投票給一般政黨或代表少數族群的政黨。在計票後，少數族群議席的分配依據與普通議席相同的比例代表制，但僅計算代表該族群的政黨所獲得的選票。若某個少數族群僅有 1 席，則該席次的選舉將採取單輪多數決投票制（即得票領先者當選）。
自 2008 年起，所有政黨名單均須符合性別配額規定，要求候選人中至少 30% 為另一性別，並且名單排序中，每三名候選人中至少須有一名來自不同性別，以確保性別代表性。

## 政黨和候選人
2025年大選的政黨認證與候選人名單提交期自2024年9月1日至12月11日，共有28個政治團體遞交申請，其中包括20個政黨、5個聯盟、2個公民倡議組織及1名獨立候選人，合計1,280名候選人參選。
2024年12月23日，科索沃中央選舉委員會宣布取消塞尔维亚名单党的參選資格。該決定基於該黨領袖茲拉坦·埃列克在提交選舉名單時發表的言論，選委會認定其具有民族主義色彩。對此，塞尔维亚名单党提出上訴，指責該決定是對塞爾維亞少數族群的「制度性與政治性打壓」。
2024年12月25日，選舉投訴與上訴委員會受理該黨上訴，推翻選委會的決定，恢復其參選資格，並指示選委會認證塞尔维亚名单党參與即將舉行的科索沃議會選舉。
| 政黨 | 政黨                 | 意識型態                  | 政治立場     | 黨魁                  | 總理候選人            | 上屆結果   | 上屆結果 | 地位     |
| 政黨 | 政黨                 | 意識型態                  | 政治立場     | 黨魁                  | 總理候選人            | 投票率 (%) | 席次     | 地位     |
| ---- | -------------------- | ------------------------- | ------------ | --------------------- | --------------------- | ---------- | -------- | -------- |
|      | 自決運動             | 社會民主主義 左翼民粹主義 | 左派         | 阿爾賓·庫提           | 阿爾賓·庫提           | 50.28      | 58 / 120 | 執政黨   |
|      | 科索沃民主黨         | 社會保守主義 經濟自由主義 | 右派         | 貝德里·哈姆扎         | 恩維爾·霍查伊         | 17.01      | 19 / 120 | 在野黨   |
|      | 科索沃民主聯盟       | 社會保守主義 自由保護主義 | 中間偏右     | 盧米爾·阿卜迪什希庫   | 阿卜杜拉·霍蒂         | 12.73      | 15 / 120 | 在野黨   |
|      | 科索沃未来-社民聯盟  | 民族保守主義 社會民主主義 | 中間         | 拉姆什·哈拉迪纳依     | 拉姆什·哈拉迪纳依     | 7.12       | 8 / 120  | 在野黨   |
|      | 塞尔维亚名单党       | 少數民族主義              | 少數民族主義 | 茲拉坦·埃列克         | 戈蘭·拉基奇           | 5.09       | 10 / 120 | 在野黨   |
|      | 科索沃土耳其人民主党 | 少數民族主義              | 少數民族主義 | 菲克里姆·達姆卡       | 菲克里姆·達姆卡       | 0.75       | 2 / 120  | 執政黨   |
|      | 瓦卡特聯盟           | 少數民族主義              | 少數民族主義 | 拉西姆·德米里         | 巴赫里姆·沙巴尼       | 0.62       | 1 / 120  | 執政黨   |
|      | 科索沃新民主倡議     | 少數民族主義              | 少數民族主義 | 埃爾傑伯特·克拉斯尼奇 | 埃爾傑伯特·克拉斯尼奇 | 0.38       | 1 / 120  | 執政黨   |
|      | 羅姆人倡議           | 少數民族主義              | 少數民族主義 | 加茲曼·薩利耶維奇     | 加茲曼·薩利耶維奇     | 0.36       | 1 / 120  | 在野黨   |
|      | 新民主黨             | 少數民族主義              | 少數民族主義 | 埃米莉婭·雷澤皮       | 埃米莉婭·雷澤皮       | 0.33       | 1 / 120  | 執政黨   |
|      | 社會民主聯盟         | 少數民族主義              | 少數民族主義 | 杜達·巴爾耶           | 杜達·巴爾耶           | 0.29       | 1 / 120  | 執政黨   |
|      | 聯合戈蘭尼黨         | 少數民族主義              | 少數民族主義 | 阿德姆·霍扎           | 阿德姆·霍扎           | 0.25       | 1 / 120  | 在野黨   |
|      | 阿什卡利融合黨       | 少數民族主義              | 少數民族主義 | 貝基姆·阿里法         | 貝基姆·阿里法         | 0.25       | 1 / 120  | 信任供給 |
|      | 羅姆人進步運動       | 少數民族主義              | 少數民族主義 | 埃爾坎·加魯希         | 埃爾坎·加魯希         | 0.14       | 1 / 120  | 執政黨   |

## 競選過程
科索沃的競選活動規定在預定選舉日期前 30 天開始，並且必須在選舉前一天結束。

### 執政聯盟
2024年8月，執政黨自決運動、好黨和選擇黨宣布將再度聯合競選，並由現任總理庫提為總理候選人。儘管最初有報導稱，好黨和選擇黨更傾向於組建正式聯盟。
然而，好黨內部對其領導人多尼卡·格爾瓦拉-施瓦茨與法頓·佩奇（兩人皆為政府部長）出現內部分歧。2024年12月9日，該黨費里扎伊地方黨部宣布當天關閉服務，理由是對領導層不滿。12月12日，佩奇地方黨部則呼籲選民抵制選舉，指責公佈的候選名單違反黨內規則，因未在名單中標註黨名。

### 反對黨

#### 科索沃民主黨
2024年3月27日，民主黨提名米特羅維察市長暨前財政部長貝德里·哈姆扎為總理候選人。此舉被外界解讀為試圖將競選焦點聚焦於經濟議題，因為新政府上任後，經濟發展陷入停滯。
11月3日，在民主黨全國大會上，哈姆扎正式宣布競選口號為「讓科索沃再次偉大」（阿爾巴尼亞語：Kosova mundet ma mirë），並發表競選政見，強調振興經濟將是其施政的首要目標。

#### 科索沃民主聯盟
2023年12月，科索沃民主聯盟發佈了名為 《Rruga e re》（意為「新道路」、「新路徑」或「新方式」）的政綱。
2024年7月，民主聯盟與基督教少數族裔政黨科索沃基督教民主黨（以下簡稱基民黨）宣布將共同參加選舉，並合併競選名單。
民主聯盟領袖盧米爾·阿卜迪什希庫自2021年起領導該黨，並成為本次選舉的總理候選人。

#### 科索沃未來-社民聯盟
2024年1月，未來聯盟、社會民主倡議黨（以下簡稱社民联盟）和科索沃保守派名單（以下簡稱保守黨）宣布將組成聯盟參選，由未来联盟領袖兼前總理哈拉迪纳依領導。
科索沃社會民主黨（以下簡稱社民黨）表示，他們曾受邀加入該聯盟，但因理念分歧而拒絕。
該聯盟於 2024年8月正式成立，並隨即發表競選綱領，強調外交關係，並以 加入北約和歐盟為主要目標。

### 其餘政黨
新科索沃聯盟、正義黨以及執政黨自決運動的部分議員宣布成立「家庭名單」聯盟。該聯盟的成立旨在反對執政黨推動提升LGBTQ權利的舉措，特別是擬議中的《民法典》，該法案將使同性民事結合合法化。

### 與塞爾維亞的關係
在政府組成後，總理庫提表示，與塞爾維亞的對話僅列為其第六或第七優先事項，並選擇將重點放在國內議題上。2021年9月20日，科索沃政府宣布禁止塞爾維亞公民在科索沃境內使用塞爾維亞車牌，並將此舉作為對塞爾維亞不承認科索沃車牌的報復。然而，此舉在塞族占多數的北科索沃地區引發抗議，並遭到塞爾維亞的譴責，塞方甚至威脅採取軍事行動。2021年9月30日，歐盟宣布促成塞爾維亞與科索沃之間的臨時協議，暫緩此爭議六個月。
2022年7月，科索沃政府宣布，進入科索沃的塞爾維亞公民將被要求持有入境與出境文件，此舉引發當地塞族居民設置路障抗議。此外，部分塞爾維亞政治人物與警察也因此退出科索沃政府機構。

## 選舉結果

### 選區結果一覽
| 政党 | 自決運動                     | 科索沃民主党    | 科索沃民主联盟      | 塞尔维亚名单党      | 科索沃未来-社民聯盟  | 科索沃土耳其人民主党 |
| 政党 |                              |                 |                     |                     |                      |                      |
| 領袖 | 阿爾賓·庫提                  | 貝德里·哈姆扎   | 盧米爾·阿卜迪什希庫 | 茲拉坦·埃列克       | 拉姆什·哈拉迪纳依    | 菲克里姆·達姆卡      |
| 領袖 | Albin Kurti (2023-02-18).jpg | Bedri Hamza.jpg | Lumir Abdixhiku.jpg | No image (male).svg | Ramush Haradinaj.jpg | Fikrim DAMKA .jpg    |
| 选票 | 396,787                      | 196,474         | 171,357             | 39,915              | 66,256               | 4,824                |
| 选票 | 42.30%                       | 20.95%          | 18.27%              | 4.26%               | 7.06%                | 0.51%                |
| 席位 | 48 (40.00%)                  | 24 (20.00%)     | 20 (16.67%)         | 9 (7.50%)           | 8 (6.67%)            | 2 (1.67%)            |
| 席位 | 48 / 120                     | 24 / 120        | 20 / 120            | 9 / 120             | 8 / 120              | 2 / 120              |

### 選後議席
| ↓        |      |               |                |          |        |  |
| 48       | 19   | 8             | 9              | 20       | 24     |  |
| 自決運動 | 其他 | 未來-社民聯盟 | 塞尔维亚名单党 | 民主联盟 | 民主黨 |  |

### 政黨席次一覽
政黨席次率
政黨席次率
| 政党               | 政党                   | 票数      | %      | 席数 | +/– |
| ------------------ | ---------------------- | --------- | ------ | ---- | --- |
|                    | 自決運動               | 396,787   | 42.30  | 48   | ▼10 |
|                    | 科索沃民主党           | 196,474   | 20.95  | 24   | ▲5  |
|                    | 科索沃民主联盟         | 171,357   | 18.27  | 20   | ▲5  |
|                    | 塞尔维亚名单党         | 39,915    | 4.26   | 9    | ▼1  |
|                    | 科索沃未来-社民聯盟    | 66,256    | 7.06   | 8    | 0   |
|                    | 科索沃土耳其人民主党   | 4,824     | 0.51   | 2    | 0   |
|                    | 科索沃新民主倡議       | 4,688     | 0.50   | 1    | 0   |
|                    | 新民主黨               | 4,158     | 0.44   | 1    | 0   |
|                    | 為了自由、正義和生存黨 | 4,139     | 0.44   | 1    | ▲1  |
|                    | 瓦卡特聯盟             | 3,471     | 0.37   | 1    | 0   |
|                    | 埃及自由黨             | 3,251     | 0.35   | 1    | ▲1  |
|                    | 社會民主聯盟           | 3,042     | 0.32   | 1    | 0   |
|                    | 阿什卡利融合黨         | 2,196     | 0.23   | 1    | ▲1  |
|                    | 聯合戈蘭尼黨           | 1,734     | 0.18   | 1    | 0   |
|                    | 科索沃羅姆人聯合黨     | 1,350     | 0.14   | 1    | 0   |
|                    | 其餘政黨               | 34,177    | 3.64   | 0    | 0   |
|                    | 無黨籍                 | 191       | 0.02   | 0    | 0   |
| 总共               | 总共                   | 938,010   | 100.00 | 120  | 0   |
|                    |                        |           |        |      |     |
| 有效票数           | 有效票数               | 938,010   | 100.00 |      |     |
| 无效及空白票数     | 无效及空白票数         | 0         | 0.00   |      |     |
| 总票数             | 总票数                 | 938,010   | 100.00 |      |     |
| 已登记选民／投票率 | 已登记选民／投票率     | 1,970,944 | 47.59  |      |     |
| 资料来源：KQZ      |                        |           |        |      |     |